# 10-й військовий округ (Третій Рейх)

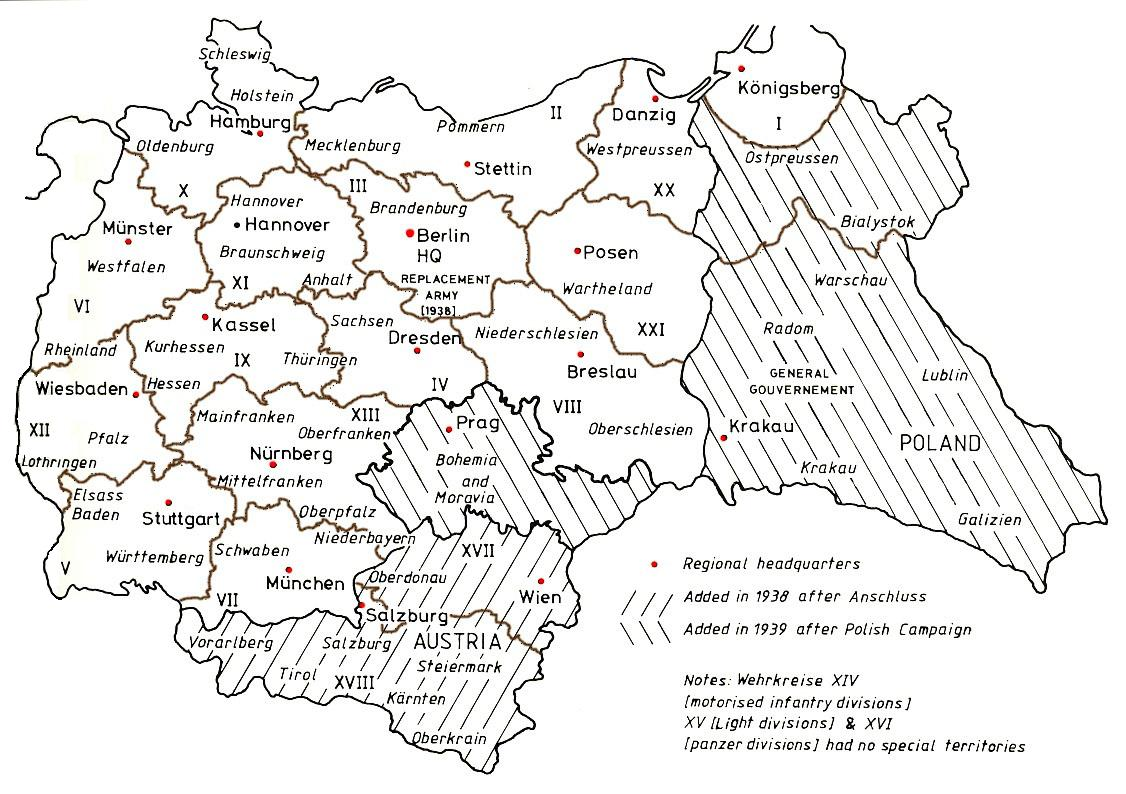
Карта військово-адміністративного розподілу Третього Рейху на 1944 рік

10-й військовий округ (нім. Wehrkreis X) — одиниця військово-адміністративного поділу Збройних сил Німеччини за часів Третього Рейху.

## Командування

### Командувачі
- генерал кінноти Вільгельм Кнохенгауер (нім. Wilhelm Knochenhauer) (16 травня 1935 — 28 червня 1939);
- генерал-лейтенант Еріх Людке (нім. Erich Lüdke) (28 червня 1939 — 1 червня 1940);
- генерал-лейтенант Максиміліан Шванднер (нім. Maximilian Schwandner) (1 червня — 24 жовтня 1940);
- генерал-лейтенант, з 1 грудня 1940 генерал артилерії Петер Веєр (нім. Peter Weyer) (25 жовтня 1940 — 30 квітня 1941);
- генерал від інфантерії Еріх Рашік (нім. Erich Raschick) (1 травня 1941 — 28 лютого 1944);
- генерал від інфантерії Вільгельм Вецель (нім. Wilhelm Wetzel) (1 березня 1944 — 8 травня 1945).